# Lothar Wolff
Lothar Wolff (* 13. Mai 1909 in Bromberg, Provinz Posen; † 2. Oktober 1988 in Hawthorne, New York, Vereinigte Staaten) war ein deutsch-amerikanischer Filmeditor sowie überwiegend beim Dokumentarfilm tätiger Produzent und Regisseur.

## Leben und Wirken
Wolff wuchs in Bromberg auf und zog mit seinen Eltern erst nach Berlin, als die Stadt nach dem Ersten Weltkrieg von Polen annektiert wurde. 1927 ging er zum Bilderdienst der Parufamet, im Jahr darauf wurde Wolff von der Presseabteilung der Nero-Film eingestellt, wo er die Pressebetreuung einiger später Stummfilme G. W. Pabsts übernahm. Zu Beginn des Tonfilmzeitalters (1930/31) war Lothar Wolff als Regieassistent tätig. 
1931 ging Lothar Wolff nach Paris, um als Editor an französischen Filmen zu arbeiten. Beim Machtantritt Hitlers war Wolff gerade mit dem Schnitt der französischen Fassung von Fritz Langs Film Das Testament des Dr. Mabuse beschäftigt. Er floh daraufhin nach Österreich, kehrte aber bereits 1934 wieder nach Frankreich zurück. Von 1934 bis 1936 war Wolff in Dänemark ansässig, wo er wieder als Regieassistent und Filmeditor arbeitete. Im Oktober 1936 übersiedelte Lothar Wolff in die USA, kehrte aber bis zum Vorabend des Zweiten Weltkriegs immer wieder nach Europa (Schweden, England) zurück. 
Seit Anfang Oktober 1939 lebte Wolff ständig in den USA. Hier war er während des Krieges vor allem mit dem Endschnitt von Beiträgen für die Kino-Monatsschau The March of Time beschäftigt. Seit 1947 produzierte Wolff überwiegend Lehr- und Dokumentarfilme, die von Louis de Rochemont Associates, später (seit 1975) auch von seiner eigenen Firma ‘Lothar Wolff Productions‘ hergestellt wurden. Sporadisch kehrte er zum Kinospielfilm zurück. Wolffs bedeutendste Nachkriegsproduktion wurde die 1952 in Deutschland gedrehte Filmbiografie Martin Luther. 1953 ging er für zwei Jahre nach Indonesien, um beim Aufbau einer dortigen Filmindustrie zu helfen. Nach seiner Rückkehr in die USA blieb er bis 1965 in Diensten de Rochemonts. Für seinen kurzen, 1964 produzierten Dokumentarfilm über die Schweiz mit dem deutschen Titel Wehrhafte Schweiz (englischer Titel Fortress of Peace) wurde Lothar Wolff 1966 für den Oscar nominiert. Wolffs letzte Arbeiten (1980er Jahre) entstanden für die National Geographic Society sowie für das US-Fernsehen.

## Filmografie
als Editor
- 1931: Le parfum de la dame en noir
- 1931: Monsieur le maréchal
- 1931: Die Fledermaus
- 1932: Baroud
- 1932: Baby
- 1932: Le roi des palaces
- 1932: Marie, eine ungarische Legende (Marie, légende hongroise)
- 1933: Das Testament des Dr. Mabuse (nur franz. Version)
- 1933: Sonnenstrahl
- 1933: Frühlingsstimmen
- 1934: Poliche
- 1934: Flygten fra millionerne
- 1935: Det gyldne smyl
- 1935: Fredløs
- 1936–1944: The March of Time
- 1940: Ramparts We Watch (Dokumentarfilm)
- 1941: Story of the Vatican (Dokumentarfilm)

als Produktionsleiter oder Produzent wenn nicht anders angegeben
- 1942: We are the Marines (Dokumentarfilm)
- 1944: Beachhead to Berlin (Kurzdokumentarfilm)
- 1947: Storm over Britain (Dokumentarfilm)
- 1947: End of an Empire? (Dokumentarfilm)
- 1948: Parlons Français (Regie bei drei Lehrfilmen)
- 1949: Wenn Eltern schweigen (Lost Boundaries)
- 1951: Whistle at Eaton Falls (nur Produktionsassistent)
- 1952: Walk East on Beacon
- 1953: Martin Luther
- 1958: Windjammer (Dokumentarfilm)
- 1959: Geheimakte M (Man on a String)
- 1960: Frage 7 (Question Seven)
- 1961: Der römische Frühling der Mrs. Stone (The Roman Spring of Mrs. Stone)
- 1964: Wehrhafte Schweiz (Oscartitel Fortress of Peace; Kurzdokumentarfilm)
- 1967: Her Name Was Ellie, His Name Was Lyle (Kurzfilm, Regie)
- 1976: I Sought My Brother (Dokumentarfilm)
- 1977: The Joy of Bach (TV-Dokumentarfilm)
- 1980: The Sun (Dokumentarfilm)
- 1980: The Solar System (Dokumentarfilm)
- 1981: The Moon (Dokumentarfilm)
- 1984: A Parade of Witness (TV-Dokumentarfilm)
- 1985: The Sky‘s the Limit (TV-Dokumentarfilm)